# 日本ベンチャー学会
日本ベンチャー学会（The Japan Academic Society for Ventures and Entrepreneurs、JASVE）は、ベンチャーの研究・推進を行うために設立された日本の団体。

## 概要
- 所在地：東京都新宿区早稲田鶴巻町516-1　早稲田大学26号館1206号室
- 設立：1997年（平成9年）11月18日

## 研究部会
1. ベンチャーキャピタル研究部会
2. イノベーション研究部会
3. ビジネス・インキュベーション研究部会
4. 沖縄ベンチャー研究部会
5. シニアベンチャー研究部会
6. 女性と企業研究部会
7. 起業家教育研究部会
8. 医療ベンチャー研究部会
9. カーブアウト・知財活用研究部会